# Nécropole dolménique des Prés d'Acon
La nécropole dolménique d’Acon est un ensemble de sépultures mégalithiques, datées du Néolithique, situé sur la commune d'Acon dans le département de l'Eure en France.

## Localisation
La nécropole est située au milieu d'une prairie dans la vallée de l'Avre et parallèlement à la rivière.

## Description
Elle se compose de six ensembles constitués de grandes dalles horizontales associés à de petits blocs verticaux. Quatre ensembles sont alignés suivant un axe est-ouest tandis que les deux autres s'en écartent. Le site s'étend sur une longueur de 110 m.
Chaque ensemble est constitué d'un amas de blocs de silex d’environ 10 à 15 m de diamètre sur 0,6 à 0,7 m d'épaisseur, le tout recouvert par une dalle. Les amas de silex peuvent être décomposés en deux couches, l'une inférieure faite de gros rognons de silex jointifs, la deuxième supérieure composée de petits galets de silex. Les quelques supports verticaux en silcrète ou en grès qui ont pu être repérés sont noyés dans cet amas. Des traces d’incendie postérieures à l’érection de ces sépultures ont été relevées bien que ces attaques par le feu n'aient que partiellement détruit le monument concerné. Deux des ensembles sont séparés par une bande d'environ 1,5 m de large pavée de grandes dalles jaunâtres de grès tertiaire, matériau absent des environs.
Une chambre funéraire a pu être reconnue grâce à quatre blocs mégalithiques dressés, trois en silcrète et un en grès. Mais son état de destruction ne permet pas d’en reconstituer l’architecture.
Une sépulture individuelle a été retrouvée. Elle est de forme ovalaire allongée, orientée est-ouest. Elle mesure 1,5 m de long sur 0,5 m de large et est recouverte de 0,2 m de galets. L'examen du squelette a révélé qu'il avait été inhumé directement dans la terre, le corps ayant été couché avec une flexion limitée du côté droit. Des produits de débitage ainsi que deux outils ont été retrouvés dans la tombe : un grattoir et une petite lame à retouches bilatérales.

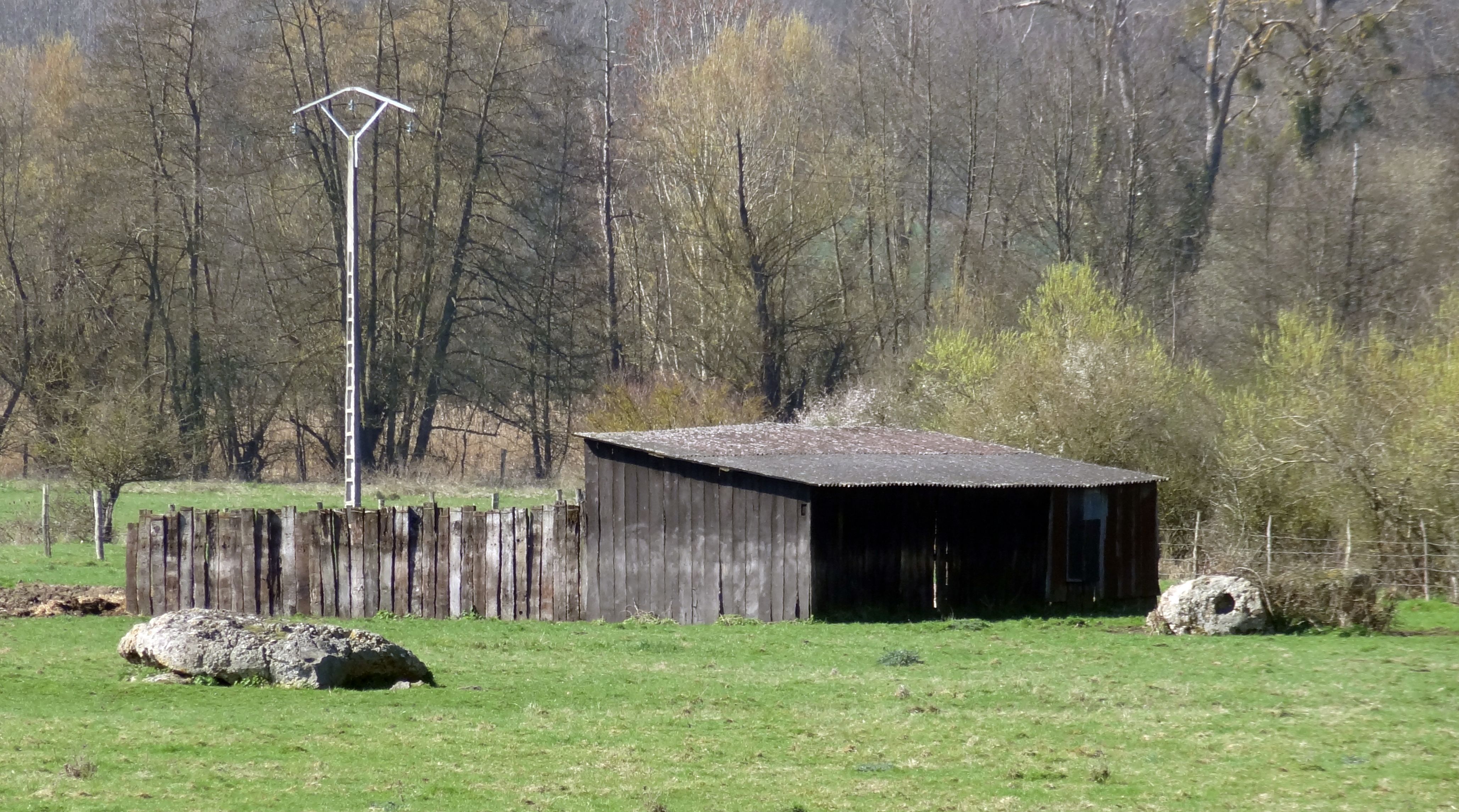
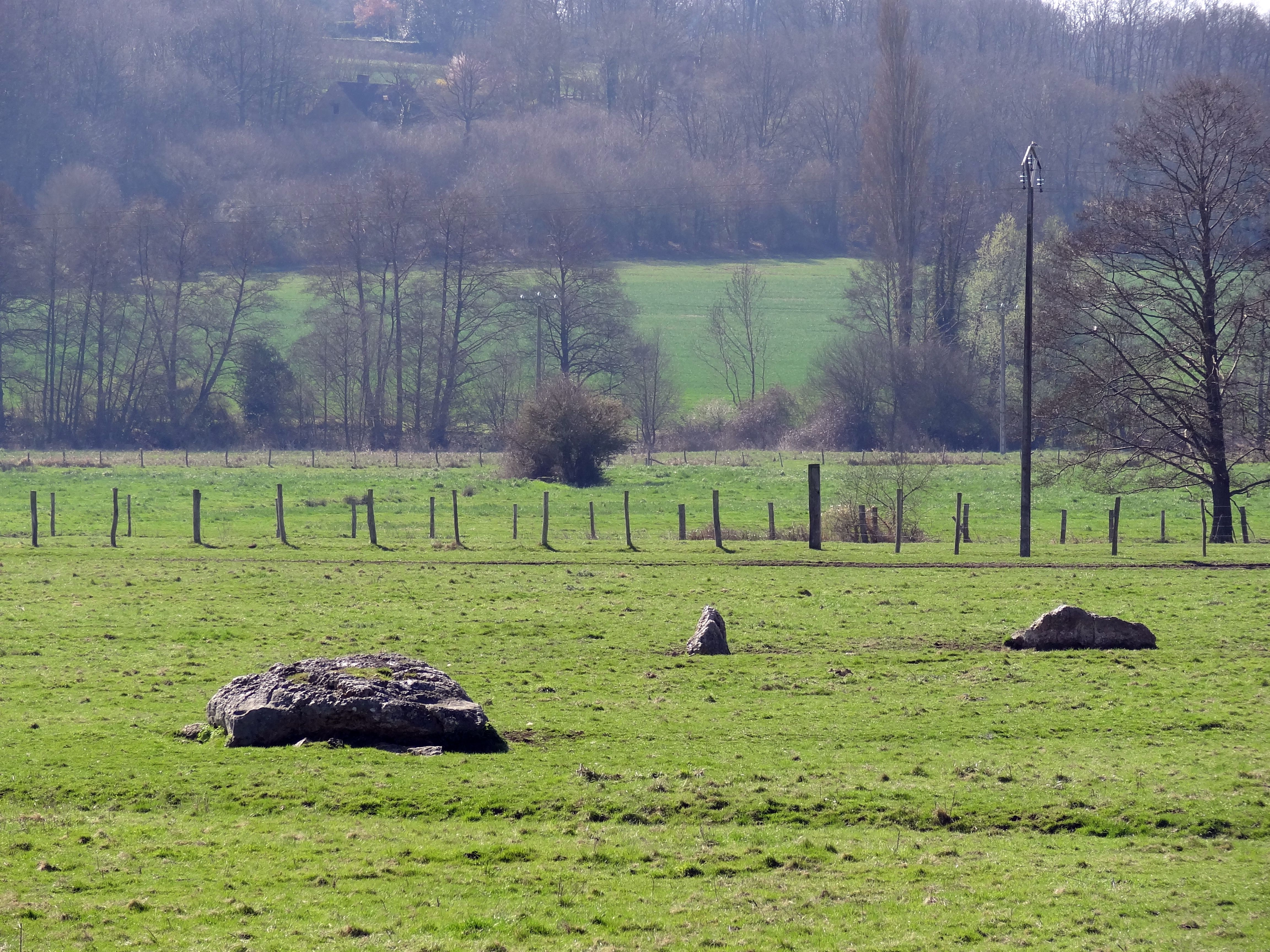
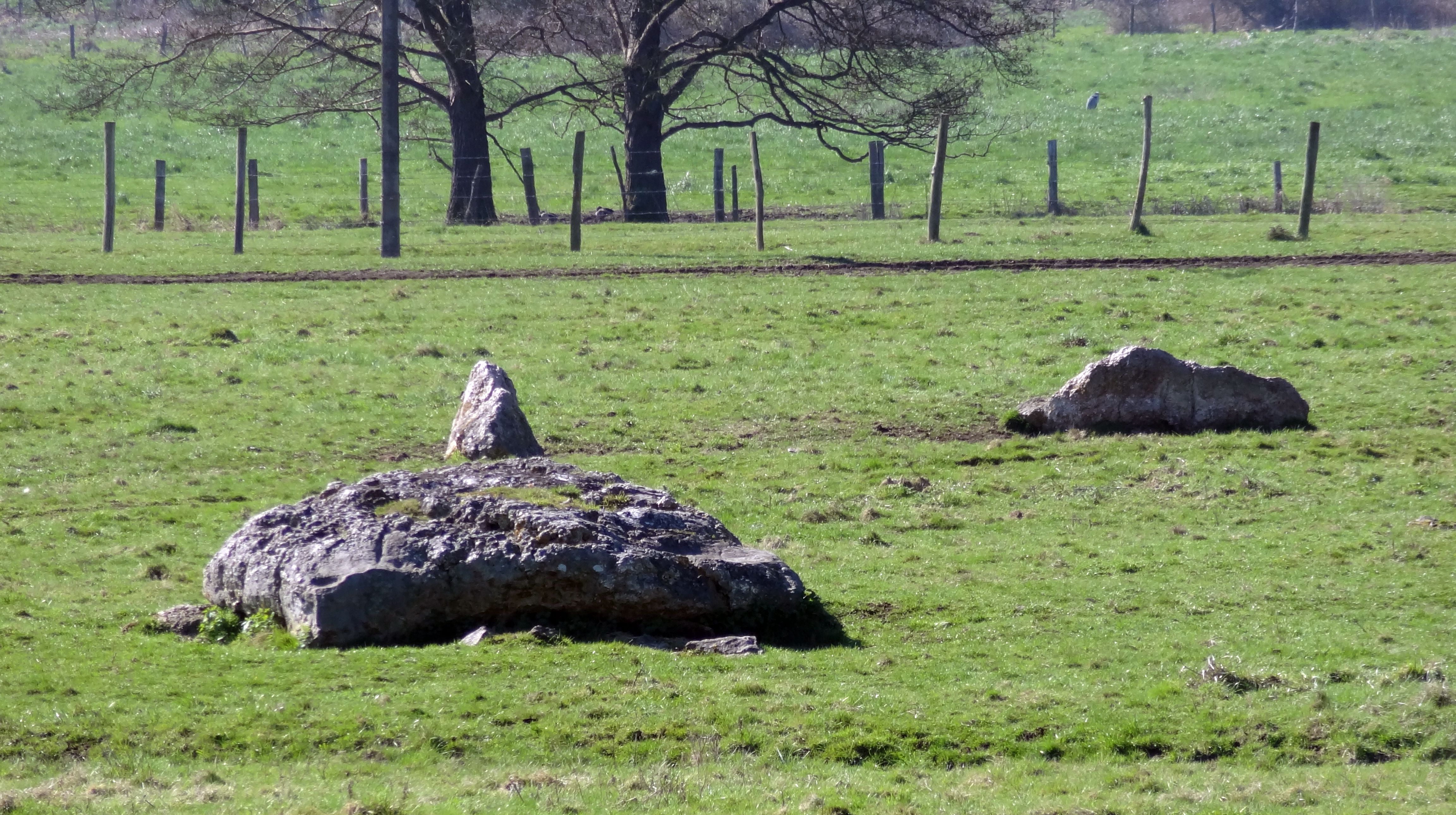
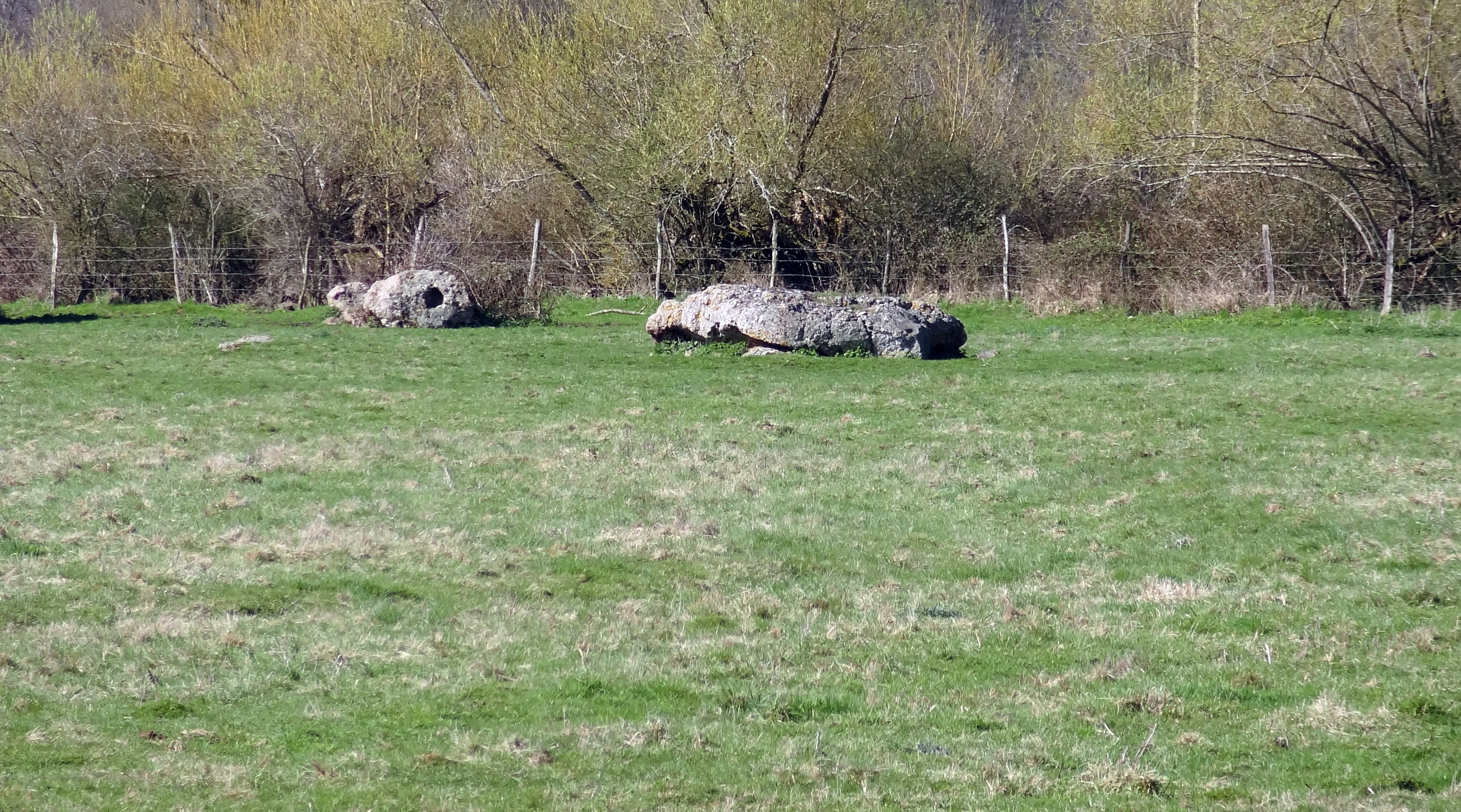

## Historique
En l’état actuel des fouilles, il est difficile de dater précisément les différents monuments. Les premiers éléments recueillis montrent toutefois que le site a été occupé sur une très longue période. Les archéologues ont trouvé dans les couches les plus profondes des produits de débitage que leur caractère lamellaire assez marqué a permis de dater du mésolithique. La structure des monuments que l'on peut décomposer en trois couches successives peut laisser supposer une élévation sur plusieurs périodes, la première utilisant les rognons de silex comme matériau d'ensevelissement, la deuxième se caractérisant par l'utilisation des galets de silex avant que la dalle ne vienne recouvrir postérieurement la sépulture. Un tesson découvert, caractéristique de la culture de Cerny, ainsi que des charbons de bois datés en laboratoire vers 3 800 ans av. J.-C. permettent de rattacher la nécropole au Néolithique moyen. Quant aux traces d'incendies relevées sur un monument, une datation au radiocarbone les situe vers la fin de l'âge du bronze.
Le site est complètement oublié par la suite avant d'être découvert une première fois en 1972 par François Carrière, puis à nouveau au début des années 1980 par Régis Dodin. Des prospections archéologiques sont alors menées en 1993, 1995 et 1996. Elles confirment l'intérêt que présente le site par son état de conservation et les rapprochements qui peuvent être faits avec d’autres sépultures néolithiques telles que celles de « La Chaise » à Malesherbes ou surtout le site archéologique de Changé situé à 42 km à vol d’oiseau d’Acon et qui présente beaucoup de similitudes. Tous ces éléments justifient que le site soit inscrit au titre des monuments historiques par arrêté du 24 février 1998